# Komödie Düsseldorf

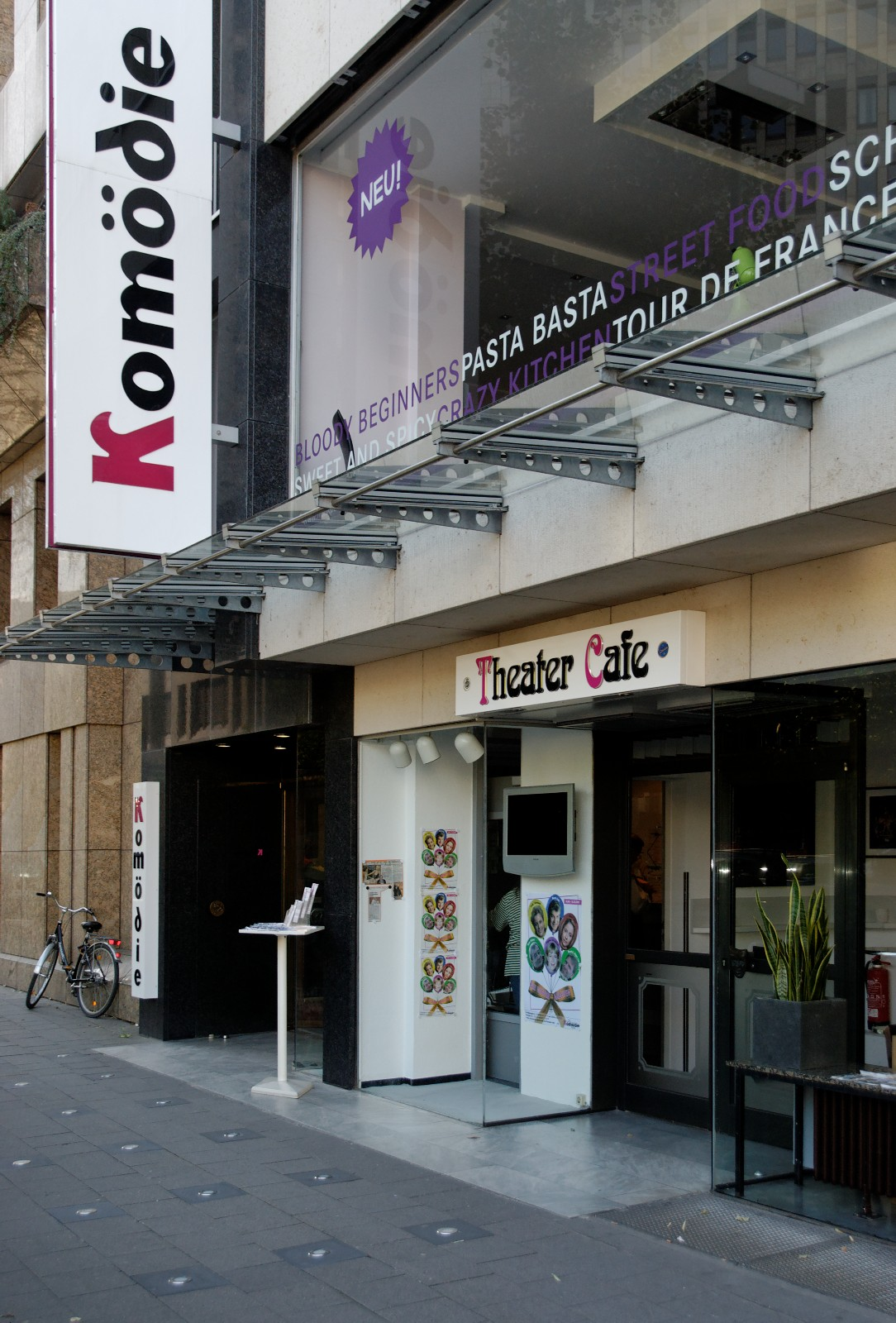
Das ehemalige Stammhaus der Komödie auf der Steinstraße 23, gegenüber dem Platz der Deutschen Einheit

Die Komödie Düsseldorf (auch Komödie an der Steinstraße oder nur Komödie Steinstraße) war ein deutsches Boulevardtheater mit Sitz in Düsseldorf (Nordrhein-Westfalen). Das Theater ist nicht zu verwechseln mit der Kabarettbühne Kom(m)ödchen, ebenfalls in Düsseldorf.

## Geschichte
Im Dezember 1962 gründete Anija Gräfin Orlowska zusammen mit Trude Schuster vom Csikós in der Altstadt das Boulevard-Theater Komödie Düsseldorf. 1967 übernahm dann Alfons Höckmann mit seiner Frau, der Schauspielerin Ingrid Braut, die Geschäfte im Haus an der Steinstraße 23 in Düsseldorf-Stadtmitte. Als Eröffnungsvorstellung wurde Die Lokomotive von André Roussin gegeben mit Lil Dagover, Franz Schafheitlin und Simone Rethel. Fortan traten viele Schauspieler, die meist aus Fernsehen und anderen Boulevardtheatern bekannt waren, in der Komödie auf.
Nach 35 Jahren übernahmen Helmuth Fuschl und Paul Haizmann im Juli 2003 das Theater, das sich der leichten Unterhaltung annimmt. Das erste Stück nach dem Wechsel war Eine gute Partie mit Alexander May und Karl-Heinz von Hassel.
Bekannte Schauspieler wie z. B. Volker Brandt, Hardy Krüger jr., Volker Lechtenbrink, Julia Biedermann, Billie Zöckler prägten die Inszenierungen.
2004 zeigte die Komödie u. a. Der Raub der Sabinerinnen, Die Frau in Schwarz mit Ellen Schwiers sowie Eine Gebrauchsanweisung mit Anita Kupsch. In der Spielzeit darauf gab es Loriots dramatische Werke, Sonny Boys und Ralf Bauer in Mit Engelszungen.
2006 wurden dann Acht Frauen mit Karin Baal und Frohe Feste aufgeführt. Im Jahr darauf spielte man dort Der kleine Prinz sowie Normen, bist Du es? mit Kalle Pohl.
Ganze Kerle in der Regie von Matthias Freihof sah man in dem Theater 2007. Im Frühjahr 2008 wurde Männerhort mit Hagen Henning und Thomas Freitag inszeniert.
Endlich Allein hieß der Titel einer Komödie von Lawrence Roman mit Manon Straché in der Hauptrolle. Im Oktober 2008 gab es eine Schöne Bescherung mit Tanja Schumann.
2012 kam Diskretion Ehrensache von Lewis Eastermann auf die Bühne. Es spielten u. a. Kalle Pohl, Katrin Filzen, Claudia van Veen und Roland Jankowsky.
Im Jahr 2014 übergaben Fuschl und Haizmann die Intendantur nach 11 Jahren an Katrin Schindler und Michael Forner. Von 2016 bis 2020 war Katrin Schindler alleinige Geschäftsführerin und auch für die künstlerische Ausrichtung des Hauses zuständig. Highlights in dieser Zeit waren u. a. Die Mausefalle von Agatha Christie mit Stefan Bockelmann, Oscar & Felix von Neil Simon mit Jens Hajek, Rolf Berg und Alexander von der Groeben sowie eine Neuauflage von Tratsch im Treppenhaus mit Peter Millowitsch und Heidi Mahler. Nach zwei Lockdowns wegen Covid-19 übernahm Verena Wüstkamp die Leitung.
2022 musste die Komödie Düsseldorf nach 60 Jahren ihr Stammhaus auf der Steinstraße verlassen und gastierte zunächst im Club des Capitol-Theaters auf der Erkrather Straße 30 in Düsseldorf. Neue Geschäftsführerin wurde Madeleine Niesche. Ein Jahr später folgte der Umzug in den Ibach-Saal des Düsseldorfer Stadtmuseums.
Im Herbst 2023 wurde der Spielbetrieb aufgrund von Insolvenz eingestellt.